# Kreolské jazyky na bázi arabštiny
Kreolské jazyky na bázi arabštiny (arabsky كريوليات عربية ) jsou kreolské jazyky, které vycházejí z arabštiny. Nejvíce takových jazyků můžeme nalézt v oblasti jižní Sahary, kde se arabština setkává s místními jazyky. V této oblasti také vzniklo několik pidžinů.

## Seznam kreolských jazyků na bázi arabštiny
- Nubi, jazyk který se v devatenáctém století vyvinul z pidžinu, používají ho súdánští vojáci, hlavně v Keni, Ugandě a Jižním Súdánu. Jazyk je ovlivněn núbijštinou.[1][2][3][4]
- Džubská arabština, používá se jako lingua franca v Jižním Súdánu, hlavně v oblasti Equatoria. Jmenuje se podle města Džuba, kde se také používá. V dalších velkých městech Jižního Súdánu, jako je Malakál a Wau, se ale džubská arabština nepoužívá, protože se zde používá súdánská arabština - jeden z dialektů arabštiny.[1][5]
- Babalijská kreolská arabština, používá se ve 23 vesnicích v Čadu, v prefektuře Chari-Baguirmi. Vychází z čadské arabštiny, byla ale ovlivněna jazykem berakou.[1][6]
- Maltština, jediný semitský jazyk, který se píše latinkou. Vychází z arabštiny, ze které má hlavně gramatiku. Byla silně ovlivněna féničtinou, angličtinou, sicilštinou, ale nejvíce italštinou.[1][7][8]